# Mała Synagoga w Jarosławiu
Synagoga Mała w Jarosławiu – synagoga znajdująca się w Jarosławiu przy placu Bożnic 5, na północ od Dużej Synagogi.
Synagoga została zbudowana w 1900 roku. Podczas II wojny światowej hitlerowcy zdewastowali wnętrze synagogi. W latach 1969–1973 przeprowadzono remont budynku z przeznaczeniem na Pracownie Konserwacji Dzieł Sztuki. Wówczas częściowo zatarto pierwotny wygląd synagogi, a do ściany zachodniej dobudowano modernistyczną, oszkloną klatkę schodową. W 2001 roku została sprzedana prywatnej spółce i od tego czasu stoi opuszczona.
Murowany budynek synagogi został wzniesiony na planie prostokąta. Główna sala modlitewna znajdowała się od strony północnej z 1000 miejsc siedzących. Od strony południowej znajdował się przedsionek, nad którym znajdował się babiniec. Jedynym elementem wyposażenia wewnętrznego wskazującym, że kiedyś budynek był synagogą, jest występ w ścianie wschodniej, gdzie znajdował się Aron ha-kodesz. Synagoga zachowała wystrój zewnętrzny, m.in. charakterystyczne półokragle zakończone okna oraz znajdujące się na ścianie szczytowej dekoracja w kształcie tablic Dekalogu.